# OeAZ 469
De OeAZ 469 is een terreinauto die sinds 1971 door OeAZ geproduceerd wordt. Op grond van de industrienormen voor de aanduiding van auto's in de Sovjet-Unie werd het model vanaf 1986 OeAZ 3151 genoemd. Vanaf 2003 heet het model UAZ Hunter.

## Geschiedenis
De eerste prototypes van de nieuwe terreinwagen uit de Sovjet-Unie werden vanaf 1964 onder de typeaanduiding OeAZ 460 aan meerjarige tests onderworpen. Vanaf 1971 begon de serieproductie van deze lichte vrachtwagen (0,6 ton) met vierwielaandrijving die op grote schaal werd ingezet voor militair gebruik in de landen van het Warschaupact.
De civiele modellen kregen de benaming 469 B (vanaf 1986 31512) en waren voor het vervoer van personen en goederen evenals het trekken van aanhangers tot 850 kg gewicht op alle soorten wegen en terrein bedoeld.
Qua vermogen overtrof hij zijn voorganger GAZ-69 door een reeks nieuwe constructieve oplossingen. De eerste seriemodellen hadden een 75 pk viertakt benzinemotor, latere uitvoeringen kregen een 80 pk benzinemotor. In de jaren 90 werd ook een dieselmotor van Peugeot leverbaar.
In 2003 werd de productie van UAZ 469 stopgezet. Opvolger was de uiterlijk gelijke maar technisch herziene UAZ Hunter, die nog steeds in serie wordt geproduceerd. In Nederland wordt de Hunter sinds 2018 geïmporteerd.

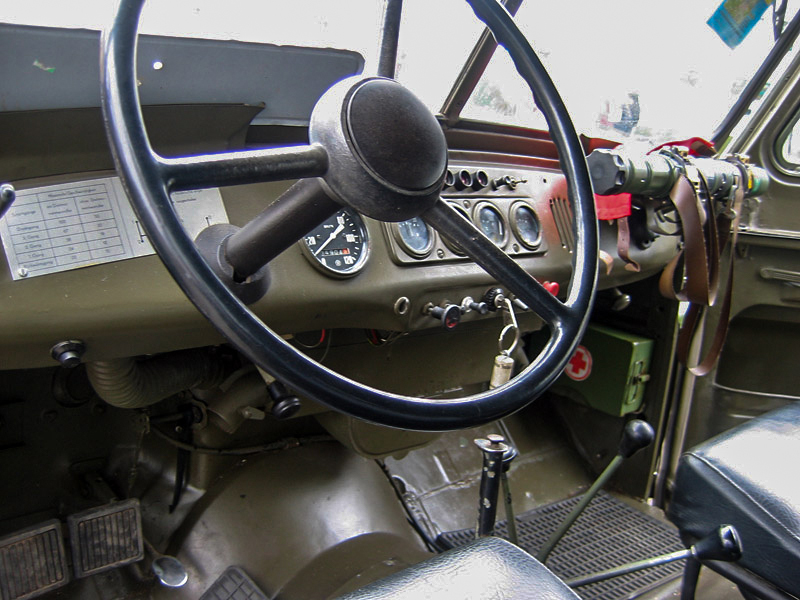
dashboard
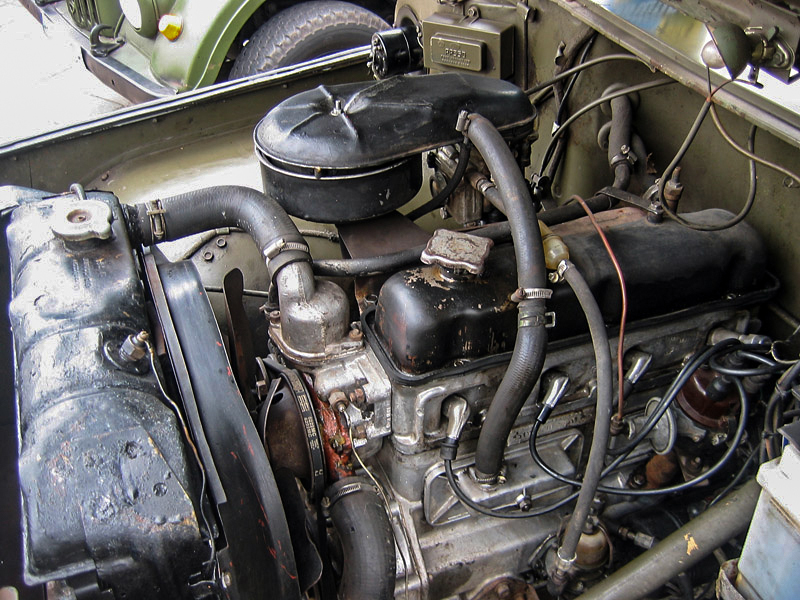
motorruimte
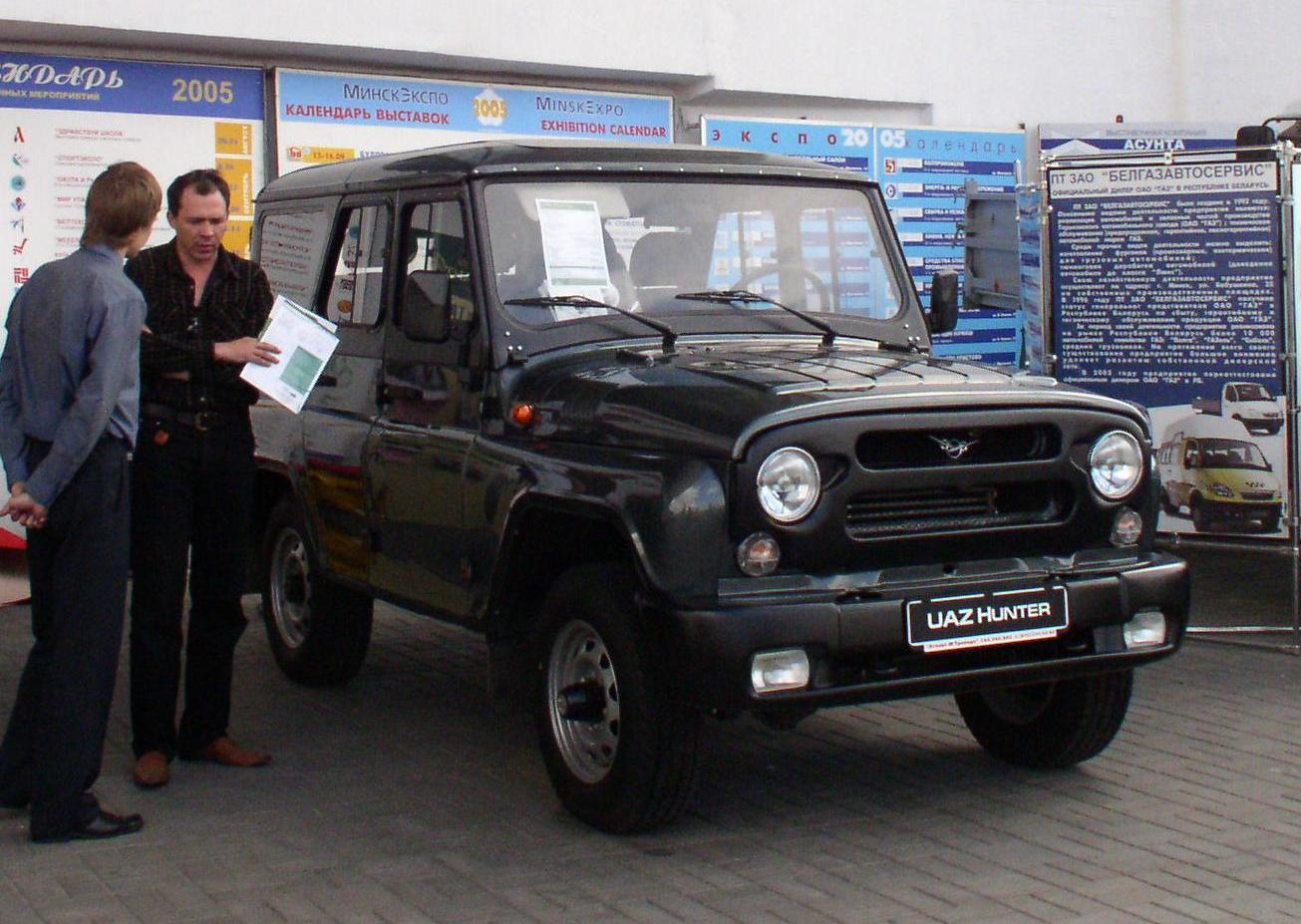
UAZ Hunter